# プロ野球 そこそこ昔ばなし
『プロ野球 そこそこ昔ばなし』（プロやきゅう そこそこむかしばなし）は、2019年10月18日からAmazonプライム・ビデオにて配信されるプロ野球トークバラエティ。

## 概要
収録時点で「そこそこ昔」（1980 - 90年代）に当たる日本プロ野球の裏側を元・プロ野球選手などが語り合うバラエティーで、 ナイツ（塙宣之・土屋伸之）がメインMC、番組を制作するアミューズ所属の吉田明世（元・TBSテレビアナウンサー）が進行を担当。「そこそこ昔」に近鉄バファローズの三塁手として「そこそこ」の成績を残していた金村義明（野球解説者・野球評論家）が、レギュラーゲストとして出演する。毎週金曜日の更新で、吉田がスポーツ関連番組にレギュラーで出演することは、TBS時代を含めても初めてである。
ナイツの2人は「パ・リーグは浅草東洋館」と話し、技術論などは語らず、ややディープで緩い内容を番組では「プロ野球OBがそこそこ昔の思い出を草野球のテンションで語る」番組と説明している。
2020年1月24日で最終回。最終回では2nⅾシーズンの開始を示唆した。

## 出演者

### MC
- ナイツ[3]
- 吉田明世

### レギュラーゲスト
- 金村義明

### ゲスト
- 金石昭人（1回・2回）
- 岩本勉（1回）
- 高橋慶彦（2回・3回）
- 西崎幸広（3回）
- 亀山つとむ（4回）
- 藪恵壹（4回・5回）
- 星野伸之（5回・6回）
- パンチ佐藤（6回）
- カズ山本（7回・8回）
- 森脇健児（7回）
- 山﨑武司（8回・9回）
- 里崎智也（9回）
- 槙原寛己（10回・11回）
- 初芝清（10回・15回）
- 宇野勝（11回）
- 駒田徳広（12回）
- 真中満（12回・13回）
- ギャオス内藤（13回・14回）
- 角盈男（14回）
- 栗橋茂（15回）

## 音楽
- 主題歌：ニューロティカ「絶対絶命のピンチに尻尾を高く上げろ!」作詞：ATSUSHI　作曲：KATARU
- 挿入歌：「コンバットマーチ」作曲：三木佑二郎

## スタッフ
- 企画：徳山孝典
- ナレーター：六車奈々
- 構成：谷田彰吾
- カメラ：横山太朗
- 技術協力：シーアップ
- 美術：羽田一成
- 美術協力：ジーケン・アート
- スタジオ協力：Amusement Ber JHOUSE、NEXT Creation's
- ディレクター：古山洋輔、及川桂一
- プロデューサー：金山洋祐[注釈 1]、首藤光典、神野友里
- 協力：エポック社[注釈 2]、ベースボールマガジン社[注釈 3]
- 制作協力：極東電視台
- 制作著作：アミューズ